# 白間竜一郎
白間 竜一郎（しらま りゅういちろう）は、日本の文部科学官僚。文部科学省大臣官房審議官を経て、文部科学省高等教育局私学部長。

## 人物・経歴
東京都立富士高等学校を経て、東北大学法学部卒業。1986年文部省入省。島根県教育委員会出向や、文部省高等教育局医学教育課課長補佐、文部科学省大臣官房総務課広報室長等を経て、2006年の第1次安倍内閣で公募による首相官邸政策スタッフとして、井上一徳や、高橋洋一、清水康弘らとともに内閣総理大臣補佐官付内閣参事官に就任した。
その後、文部科学省高等教育局私学部私学助成課長や、文化庁文化財部伝統文化課長を経て、2011年文部科学省初等中等教育局児童生徒課長。2013年文部科学省スポーツ・青少年局スポーツ・青少年企画課長。2015年スポーツ庁スポーツ総括官。同年文部科学省大臣官房参事官。2016年文部科学省大臣官房審議官（研究開発局担当）。
2017年から文部科学省大臣官房審議官（初等中等教育局担当）を務め、前川喜平元文部科学事務次官が名古屋市立八王子中学校で行った授業内容等につき、文部科学省が名古屋市教育委員会に報告要請を行っていた問題を受け、国会で野党や河村たかし名古屋市長らからの合同ヒアリングを受けるなどして対応にあたった。2018年文部科学省高等教育局私学部長。2020年退官。2021年教科書研究センター参与。2022年学校法人鶴岡学園参与。